# Világhíres operák
A Világhíres operák egy 21. századi magyar nyelvű könyvsorozat. A Kossuth Kiadó gondozásában 2012-ben Budapesten megjelent kötetek az opera műfajából mutatta be a nevezetes alkotásokat CD-melléklettel:
- 1. Bizet: Carmen
- 2. Verdi: Traviata
- 3. Mozart: Varázsfuvola
- 4. Puccini: Pillangókisasszony
- 5. Verdi: Aida
- 6. Rossini: A sevillai borbély
- 7. Mozart: Don Giovanni
- 8. Bellini: Norma
- 9. Puccini: Bohémélet
- 10. Wagner: Tannhäuser
- 11. Verdi: Otello
- 12. Gounod: Faust
- 13. Mozart: Figaro házassága
- 14. Puccini: Tosca
- 15. Puccini: Turandot
- 16. Donizetti: Szerelmi bájital
- 17. Verdi: Rigoletto
- 18. Leoncavallo: Bajazzók
- 19. Bellini: A puritánok
- 20. Offenbach: Hoffmann meséi
- 21. Erkel: Bánk bán